# Twierdzenie Seiferta-van Kampena
Twierdzenie Seiferta-van Kampena w topologii algebraicznej pozwala wyrazić grupę podstawową sumy spójnej zbiorów otwartych w zależności od grup podstawowych poszczególnych składników.

## Treść twierdzenia
Niech {\displaystyle X} będzie łukowo spójną przestrzenią topologiczną będącą sumą zbiorów otwartych {\displaystyle U_{1}} oraz {\displaystyle U_{2}} takich, że {\displaystyle x_{0}\in U_{1}\cap U_{2},} gdzie {\displaystyle x_{0}} jest punktem bazowym wszystkich grup podstawowych wspomnianych w twierdzeniu. Niech {\displaystyle j_{i}:U_{i}\hookrightarrow X} będą włożeniami. Wtedy grupa podstawowa sumy {\displaystyle U_{1}\cup U_{2}} jest produktem wolnym grup podstawowych {\displaystyle \pi _{1}(U_{1},x_{o})} oraz {\displaystyle \pi _{1}(U_{2},x_{o})} z amalgamacją wzdłuż {\displaystyle \pi _{1}(U_{1}\cap U_{2},x_{o})} oraz przemienny jest diagram

gdzie odwzorowania {\displaystyle i_{\alpha },j_{\alpha }} są dla {\displaystyle \alpha \in \{1,2\}} indukowane przez stosowne włożenia, zaś naturalny homomorfizm {\displaystyle k} jest izomorfizmem.

### Szczególne przypadki:π1(U1)=0{\displaystyle \pi _{1}(U_{1})=0}
Jeśli {\displaystyle \pi _{1}(U_{1})=0} wtedy {\displaystyle \pi _{1}(X)=\pi _{1}(U_{2})/\pi _{1}(U_{1}\cap U_{2}),} co oznacza że doklejenie ściągalnej przestrzeni topologicznej powoduje że wynikowa grupa podstawowa jest grupą ilorazową z klasami równoważności danymi przez ściągalne pętle w części wspólnej {\displaystyle U_{1}} i {\displaystyle U_{2}.}

### Szczególne przypadki:π1(U1∩U2)=0{\displaystyle \pi _{1}(U_{1}\cap U_{2})=0}
Jeśli {\displaystyle \pi _{1}(U_{1}\cap U_{2})=0} (na przykład kiedy {\displaystyle U_{1}\cap U_{2}} jest ściągalna) wtedy produkt wolny z amalgamacją upraszcza się do produktu wolnego grup podstawowych. Ten szczególny przypadek po odpowiednich przekształceniach prowadzi do twierdzenia van Kampena o bukietach.

## Twierdzenie van Kampena o bukietach
Pokrewne twierdzenie, które nie jest szczególnym przypadkiem twierdzenia Seiferta-van Kampena (punkt nie jest zbiorem otwartym), zachodzi dla bukietów.
Niech {\displaystyle X} będzie bukietem przestrzeni {\displaystyle A} oraz {\displaystyle B,} tj. {\displaystyle X=A\vee B.} Wtedy zachodzi następujący izomorfizm grup podstawowych zaczepionych w punkcie bazowym bukietu:
{\displaystyle \pi _{1}(X)\cong \pi _{1}(A)*\pi _{1}(B).}
Czyli grupa podstawowa bukietu jest produktem wolnym grup podstawowych składników bukietu.